# Ходош (Дарова)
Ходош (рум. Hodoș) насеље је у Румунији у округу Тимиш у општини Дарова. Oпштина се налази на надморској висини од 115 m.

## Историја
По "Румунској енциклопедији" место се помиње 1323. године.

## Становништво
Према подацима из 2002. године у насељу је живело 405 становника, од којих су сви румунске националности.